# Visualizzatore (metrologia)
In metrologia, con il termine visualizzatore si intende quell'insieme di componenti di uno strumento di misura che permettono la visualizzazione del valore del misurando (già nella sua unità ingegneristica) oppure di un valore che è in relazione ad esso.
La visualizzazione del valore può avere un formato analogico (come ad esempio barre indicatrici o quadranti con indici) oppure digitale (come ad esempio dei totalizzatori meccanici o dei display).
Nel linguaggio comune vengono chiamati visualizzatori anche strumenti che complessivamente operano molteplici altre funzioni: alimentano sensori o trasduttori, amplificano ed elaborano il segnale ricevuti da questi ultimi, mandano il valore digitalizzato a elaboratori remoti. Ciononostante, in ambito strettamente metrologico è opportuno riferirsi a questi come strumenti indicatori, e lasciare il termine visualizzatori ai soli elementi destinati alla visualizzazione. Esempio: un comparatore meccanico è uno strumento indicatore che usa un visualizzatore ad orologio, composto da una scala graduata circolare e da un indice ad ago.
Viene considerato visualizzatore anche il componente che, pur non visualizzando un valore risultato di una misura, si occupa di visualizzare il valore di regolazione di un campione materiale. Esempio: è considerato visualizzatore anche il display che evidenzia il valore di frequenza impostato su un generatore di funzione.